# Un pequeño apocalipsis (película)
La Petite Apocalypse es una película dramática franco - italiana - polaca de 1993 dirigida por Costa-Gavras, titulada en español  Un pequeño apocalipsis.

## Sinopsis
Bárbara y Henri organizan una fiesta a la que se invita a antiguos camaradas que han firmado peticiones. Entre los invitados se encuentra Stan, el ex marido de Barbara, un emigrante polaco como ella. Stan escapa rápidamente del aburrimiento de esta fiesta de veteranos y se refugia en la destartalada habitación de la sirvienta de sus anfitriones. Mientras intenta cambiar una bombilla quemada, provoca un verdadero desastre y sus amigos, alertados por el ruido, lo encuentran en el suelo retorcido en los cables eléctricos. Todo el mundo piensa que es un intento de suicidio...

## Ficha técnica
- Director : Costa-Gavras
- Asistente-realizador : Frédéric Blum
- Guion : Costa-Gavras y Jean-Claude Grumberg, basado en la obra de Tadeusz Konwicki
- Fotografía : Patricio Blossier
- Música : Philippe Sarde
- Sonido : Pierre Gamet y Claude Villand
- Decorados : Philippe Chiffre
- Montaje : Joële van Effenterre
- Producción : Michèle Ray-Gavras
- Sociedad de producción : K. G. Productions, Héritage Films
- Distribución : AMFD (Francia)
- Duración : 110 minutos
- País de origen : Francia  Italia  Polonia
- Género : comedia
- Fecha de estreno :
  -  Francia : 10 de febrero de 1993

## Intérpretes
- André Dussollier : Jacques
- Pierre Arditi : Enrique
- Jiří Menzel :stan
- Anna Romantowska :Bárbara
- Maurice Benichou :Arnold
- Henryk Bista : Yanek
- Carlos Brandt : el fisioterapeuta
- Jacques Denis : el médico
- Enzo Scotto Lavina : Luigi
- Chiara Caselli : la hija de Luigi
- Jan Tadeusz Stanislawski : Pitchik
- Beata Tyszkiewicz : la señora Pitchik
- Andreas Voutsinas : el director americano
- Elena Gavras : el asistente de dirección
- Thibault de Montalembert : el asistente de Arnold
- Kazimierz Kaczor : el vicecónsul
- Bogdan Baer : el guardia
- Olga Grumberg : el asistente del médico
- Jean-Claude Grumberg : Kornfeld
- Françoise Castro y Jean Lescot : Los invitados
- Julie Gayet

## Recepción
La comedia, adaptación de La petite apocalypse (1979) de Tadeusz Konwicki, es moderadamente apreciada por el público francófono.